# 浦添ようどれ よみがえる古琉球
『浦添ようどれ よみがえる古琉球』（うらそえようどれ よみがえるこりゅうきゅう）は、首里城以前の王墓「浦添ようどれ」を通して沖縄の古琉球の時代を描いたドキュメンタリー映画である。作品の内容は「浦添ようどれ」の発掘調査、関連する史跡、おもろさうし（神に捧げる歌）や踊り、当時の祭事、習俗、古文書などを用いて描いている。
主な映像は復元された「浦添ようどれ」やその内部の動画、CG、イメージイラスト、中国のロケ映像などで画面を構成している。